# Christoph Sachsen-Anhalt
Christoph Sachsen-Anhalt ist der Funkrufname, des Intensivtransporthubschrauber (ITH) in Sachsen-Anhalt, welcher 24 Stunden täglich einsatzbereit ist. Er wird von der DRF Luftrettung betrieben und ist am Flugplatz Halle-Oppin stationiert. Zum Einsatz kommt ein Hubschrauber vom Typ Airbus Helicopters H145 D-3.

## Einsätze
Christoph Sachsen-Anhalt ist 24 Stunden einsatzbereit und wird über die integrierte Rettungsleitstelle der Feuerwehr Halle (Saale) als zuständige Luftrettungsdienstleitstelle des Landes Sachsen-Anhalt alarmiert. Christoph Halle steht tagsüber als einsatzbereite Backup-Maschine zur Verfügung. Offiziell gilt er als Intensivtransporthubschrauber, damit ist seine eigentlich Aufgabe die Verlegung von Patienten. Aufgrund der gestiegenen Anzahl von Unfällen wird er auch in der Rettung eingesetzt.

## Einsatzbereich
Das Einsatzgebiet erstreckt sich überwiegend über das südliche Sachsen-Anhalt, er wird jedoch auch in angrenzenden Ländern und Regionen eingesetzt.

## Besatzung
Die Besatzung des Christoph Sachsen-Anhalt besteht aus:
- Piloten der DRF Luftrettung
- Notfallsanitäter der DRF Luftrettung mit Ausbildung zum HEMS Crew Member
- Notärzte der Kassenärztlichen Vereinigung Sachsen-Anhalt (KVSA), des BG Klinikum Bergmannstrost Halle, des Universitätsklinikums Halle oder des Krankenhaus St. Elisabeth und St. Barbara

## Sonstiges
Der Name Christoph Sachsen-Anhalt geht auf den heiligen Christophorus zurück, den Schutzpatron der Autofahrer. Nach ihm tragen alle deutschen Rettungshubschrauber den BOS-Funk-Rufnamen Christoph, gefolgt von einer Nummer bei Rettungshubschraubern und einer Bezeichnung zum Standort bei Intensivtransporthubschraubern. Der vorherige Funkrufnamen von Christoph Sachsen-Anhalt war Christoph 84.